# Експресивізм
Експре́сивізм — форма морального нігілізму, яка стверджує, що моральні судження виражають почуття, а не описують реальність. Прибічники цієї теорії просто демонструють свої емоції, не намагаючись оцінювати моральний аспект дій. Вони вважають, що передача повної глибини моральних почуттів за допомогою мови неможлива. Така точка зору заперечує можливість розуміння моралі та наукової етики, необхідної для морального виховання. Причини її виникнення полягають у відчутті обмеженості природної мови й сплутуванні моральних суджень з етичними судженнями.